# Charleys Tante

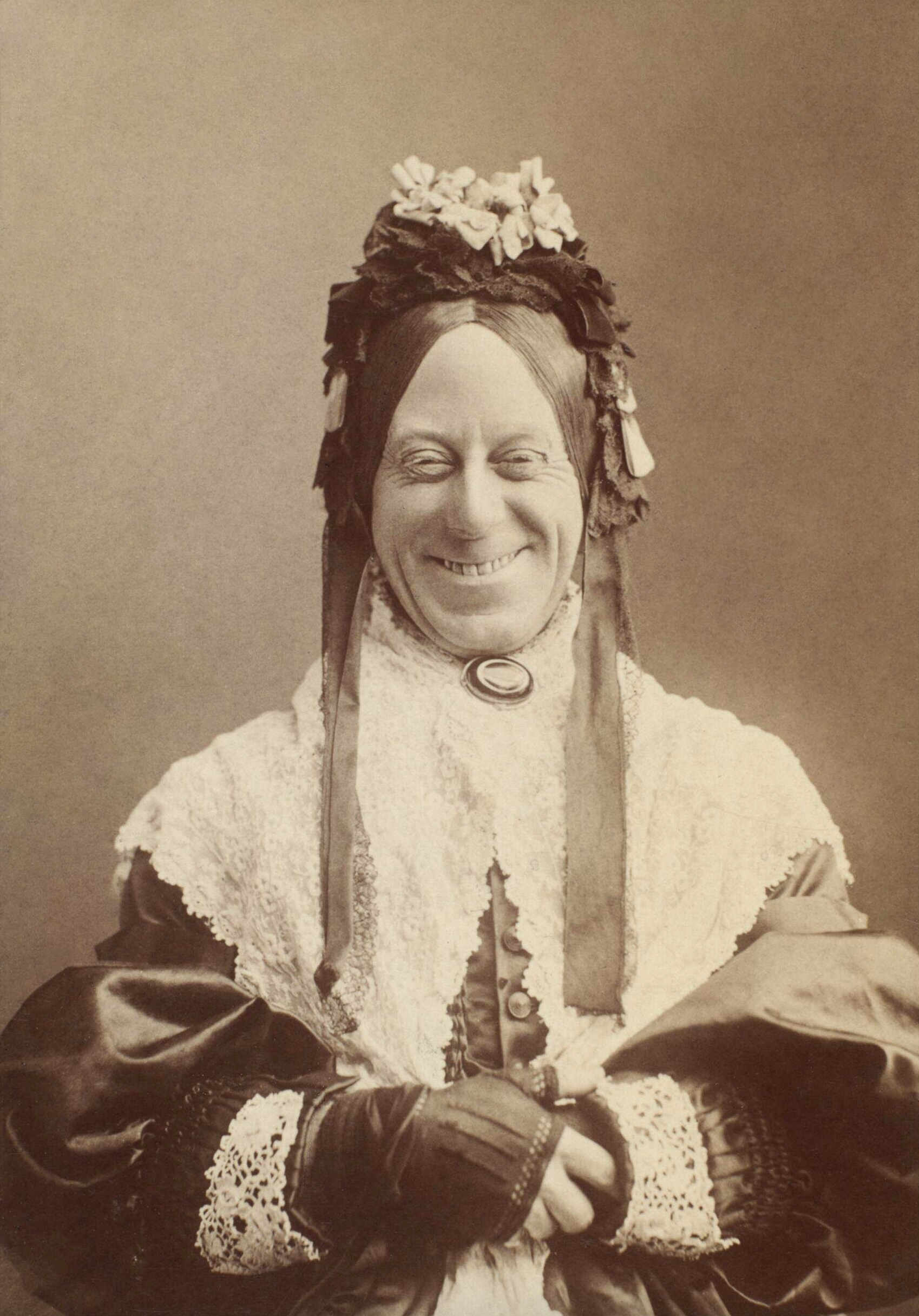
W. S. Penley als originale Charleys Tante (1892)

Charleys Tante (englischer Originaltitel Charley’s Aunt) ist eine Farce in drei Akten von Brandon Thomas aus dem Jahr 1892.

## Handlung
Die beiden Studenten Charley und Jack benötigen für eine geplante Verabredung mit ihren Freundinnen Amy und Kitty dringend eine Anstandsdame. Da die dafür vorgesehene Donna Lucia d’Alvadorez, Charleys Tante aus Brasilien, nicht rechtzeitig eintrifft, überreden die beiden ihren Freund Lord Fancourt Babberly („Babbs“), als Frau verkleidet die Rolle zu spielen. Die aus dieser Travestie resultierende Situationskomik macht den Reiz des Stückes aus.

## Rezeption
Charleys Tante ist eine der bekanntesten Komödien der Welt und wurde in über hundert Sprachen übersetzt.

### Theater
Uraufführung war am 29. Februar 1892 im Theatre Royal, Bury St Edmunds. Bereits die Uraufführungsinszenierung erreichte über 1.500 Vorstellungen. Am 21. Dezember 1892 wurde das Stück erstmals in London aufgeführt und am 2. Oktober 1893 am New Yorker Broadway, wo es vier Jahre lang lief.
Die deutschsprachige Erstaufführung fand am 18. September 1893 im Berliner Adolf-Ernst-Theater (später Thalia-Theater) statt, mit Guido Thielscher in der Hauptrolle. Im November 1893 wurde das Ensemble in das Neue Palais in Potsdam befohlen, um auch dem Kaiser ihr Stück vorzutragen, über das ganz Berlin lachte. Maximilian Harden schrieb einen kritischen Artikel über dieses Gastspiel. Am 15. August 1896 feierte das Stück die 450. Aufführung. In Wien wurde das Stück erstmals 1894 gespielt. Im Jahre 1911 zählte Leo Melitz das Stück in seinem Führer durch das Schauspiel der Gegenwart zu den meistgespielten Bühnenstücken in Deutschland. In den 1920er Jahren wurde es sogar am Deutschen Theater Berlin unter der Regie von Max Reinhardt und mit Werner Krauß in der Titelrolle aufgeführt.
Das Stück löste eine recht dauerhafte Welle von Travestie-Rollen aus. Zur selben Zeit, um die Jahrhundertwende, wurde Homosexualität, Transvestitismus und Magnus Hirschfelds Zwischenstufen-Theorie große Aufmerksamkeit zuteil (Sexualwissenschaft – Geschichte). Im Jahre 1901 diskutierte ein nur mit Initialen bekannter Arzt im Artikel Vom Weibmann auf der Bühne im Jahrbuch für sexuelle Zwischenstufen unter anderem Männer, die sich nach jahrelanger Arbeitslosigkeit und Diffamierung auf einmal in Frauenkleidern ein gutes Einkommen sichern konnten. Hirschfeld schildert in den 1910er Jahren mehrere Fälle von Männern, die ihre eigene Sexualität erst in Frage stellten, nachdem sie eine Rockrolle gesehen hatten. Und er schildert mehrere Anekdoten, in denen Männer in Frauenkleidern auf offener Straße von der Polizei angehalten wurden und nach der Behauptung, in einer Rockrollen-Inszenierung mitzuspielen, unbehelligt weitergehen durften. Vom Stoff des Stückes wurden dutzende Variationen geschrieben, die auf großen und kleinen Bühnen gespielt wurden, und allein in den Jahren 1910 bis 1914 wurden (mindestens) 36 (noch identifizierbare) Rockrollen-Filme auf den deutschen Markt gebracht.
Im Jahr 2022 hat die deutsche Theaterautorin Winnie Abel Charleys Tante inhaltlich ins 21. Jahrhundert versetzt. Die Komödie Charleys Tante reloaded persifliert dabei die aktuelle Gender-Debatte, Social Media und die Leiden des modernen Mannes. In Abels Stück sind Charley und Jack geschiedene Singles und wohnen zusammen in einer WG. Charleys Tante ist eine Stilikone aus New York, die ihren Neffen besucht. Das Stück wird auch unter dem Namen Charleys Tante 2.0 aufgeführt.

### Musical
Von 1948 bis 1950 lief am Broadway eine von Frank Loesser und George Abbott geschriebene Musical-Version unter dem Titel Where’s Charley?, die 1952 verfilmt wurde. Deutschsprachige Erstaufführung des Musical war am 25. November 1960 unter dem Titel Wo ist Charley? am Ulmer Theater.
Weitere Musical-Fassungen:
- 2009: Charley’s Tante, Metropol Wien
Musik: Sascha Peres und Tato Gomez, Text: Peter Hofbauer und Vicki Schubert
- 2011: Charley’s Tante, Kurtheater Bad Freienwalde (Oder)
Von Matthias S. Raupach, Musik: Schlager der 1950er-Jahre
- 2016: Charley’s Tante, Theater Heilbronn
Musik: Schlager aus den 1950er-, 1960er- und 1970er-Jahren
- 2022: Charley, Mittelsächsisches Theater Freiberg
Musik: Michael Reed, Buch und Liedtexte: Jon van Eerd

### Operette
Als Operette erfuhr das Stück eine musikalische Neubearbeitung mit Ernst Fischers Instrumentalstücken und eine dazugehörende Fassung mit Dialogen und Gesangstexten durch Dominik Wilgenbus, der auch Regie führte. Sie hatte am 4. Januar 2014 am Münchner Künstlerhaus Premiere.

### Verfilmungen
Das Stück wurde mehrfach verfilmt, zuerst 1915 als Stummfilm mit Oliver Hardy und 1925 mit Sydney Chaplin, dem Bruder von Charlie Chaplin. Ein Tonfilm mit Charles Ruggles in der Hauptrolle wurde 1930 veröffentlicht, 1934 ein deutscher Tonfilm mit Erik Ode.
Eine britische Parodie des Stückes erschien 1940 unter dem Titel Charley’s Big-Hearted Aunt. Die bekannteste Verfilmung im englischsprachigen Raum wurde ein Jahr später veröffentlicht, mit dem Komiker Jack Benny in der Titelrolle.
Im deutschsprachigen Raum sind die Verfilmungen von 1956 mit Heinz Rühmann (Charleys Tante) sowie 1963 mit Peter Alexander (Charleys Tante) in der Titelrolle sehr bekannt. Im Dezember 1954 übertrug der NWDR Charleys Tante aus dem Kölner Millowitsch-Theater mit den Geschwistern Willy und Lucy Millowitsch in den Hauptrollen. In einer weiteren fürs Fernsehen produzierten Theateraufführung spielte Jörg Pleva die Hauptrolle. Der Regisseur Sönke Wortmann verfilmte das Stück zudem 1996 für das Fernsehen mit Thomas Heinze in der Hauptrolle (Charley’s Tante). Bereits 1934 war unter der Regie von Robert A. Stemmle eine frühe Verfilmung mit Paul Kemp in der Titelrolle entstanden.
Eine sowjetische Adaption für das Fernsehen wurde 1975 hergestellt und erwies sich als großer Erfolg.

### Historisches Hörspiel
Am 20. Oktober 1925 wurde das Stück als Hörspiel von der NORAG (Hamburg) live, allerdings ohne die Möglichkeit einer Aufzeichnung, ausgestrahlt. Die Regie führte Ernst Pündter.
Die Sprecher waren:
- Karl Pündter: Colonel Sir Francis Chesney
- Ernst Pündter: Stephan Spittigue, Advokat in Oxford
- Hans Freundt: Charley Wykeham, Student in Oxford
- Hans Steffahn: Jack Chesney
- Eduard Geerts: Lord Fanchurt Babberley, Student in Oxford (die „falsche“ Tante)
- John Walter: Dasset, Faktotum im College
- Lotte Schloß: Donna Lucia d' Alvadorez, Charleys Tante
- Eva Förster: Anny, Spittegues Nichte
- Edith Scholz: Kitty Verdun, Spittegues Mündel
- Eva Buschmann-Haase: Ella Delahay, eine Waise

## Darsteller der Titelrolle auf der Bühne (Auswahl)
Folgende Schauspieler haben in der Rolle von Charleys Tante agiert: Axel von Ambesser, Leon Askin, Albert Bassermann, Curt Bois, Gino Bramieri, Lando Buzzanca, Sydney Chaplin, Hans Clarin, Sir Noël Coward, Will Dohm, Fernandel, José Ferrer, Gerhard Friedrich, Sir John Gielgud, Boy Gobert, Gustaf Gründgens, Sir Alec Guinness, Sir Rex Harrison, O. E. Hasse, Erkki Hopf (Ohnsorg-Theater 2010), Leslie Howard, Emil Jannings, Paul Kemp, Viktor de Kowa, Werner Krauß, Theo Lingen, Erminio Macario, Markus Majowski, Heinz Marecek, Herbert Mensching, Willy Millowitsch, Sir John Mills, W. S. Penley (Uraufführung), Jörg Pleva, Freddy Quinn, Charles Ruggles, Heinz Rühmann, Torsten Schemmel, Carl-Heinz Schroth, Heinrich Schweiger, Tullio Solenghi, Guido Thielscher (deutschsprachige Erstaufführung), Brandon Thomas, Ugo Tognazzi.